# Monastère San Pedro Mártir

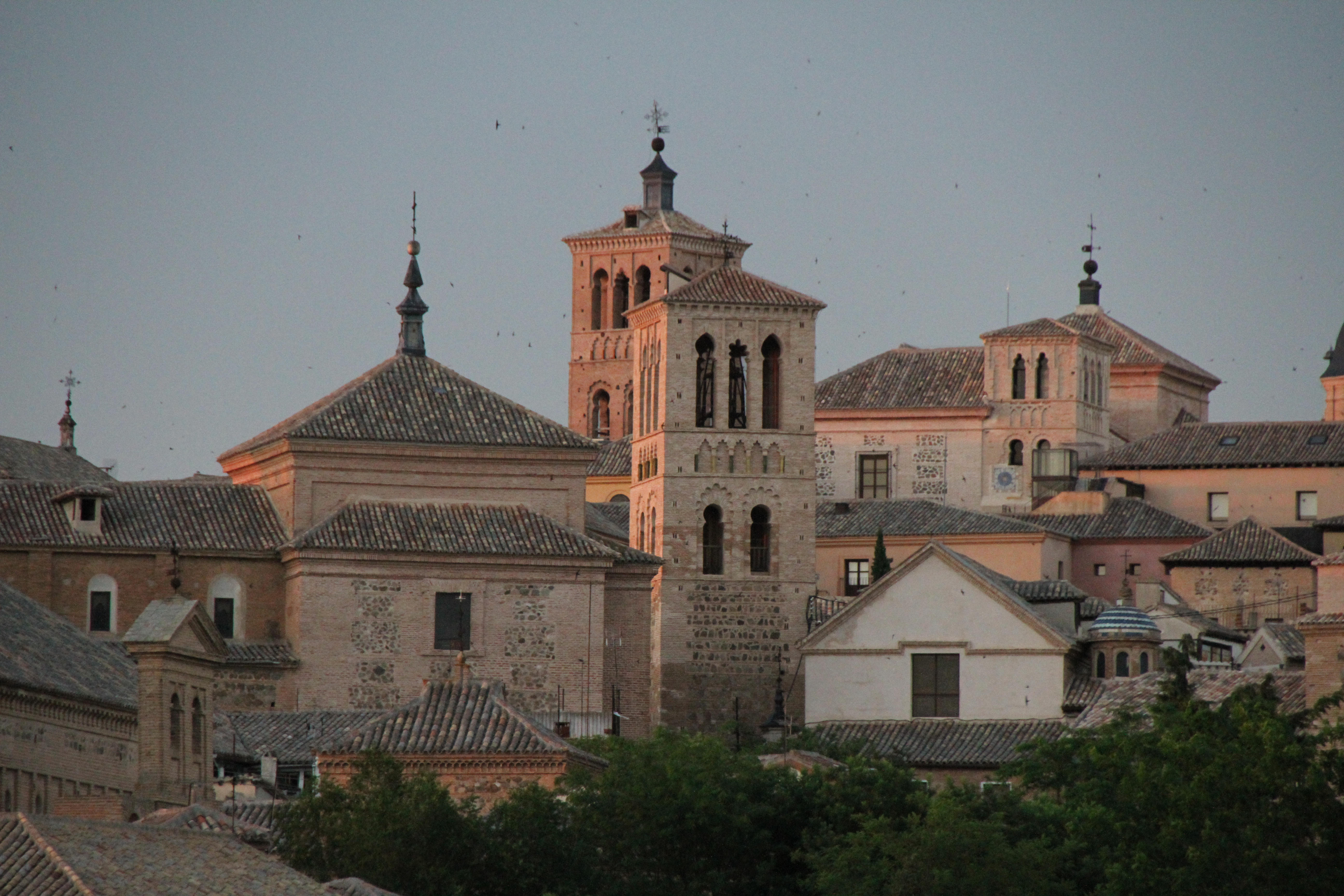
San Pedro Martir

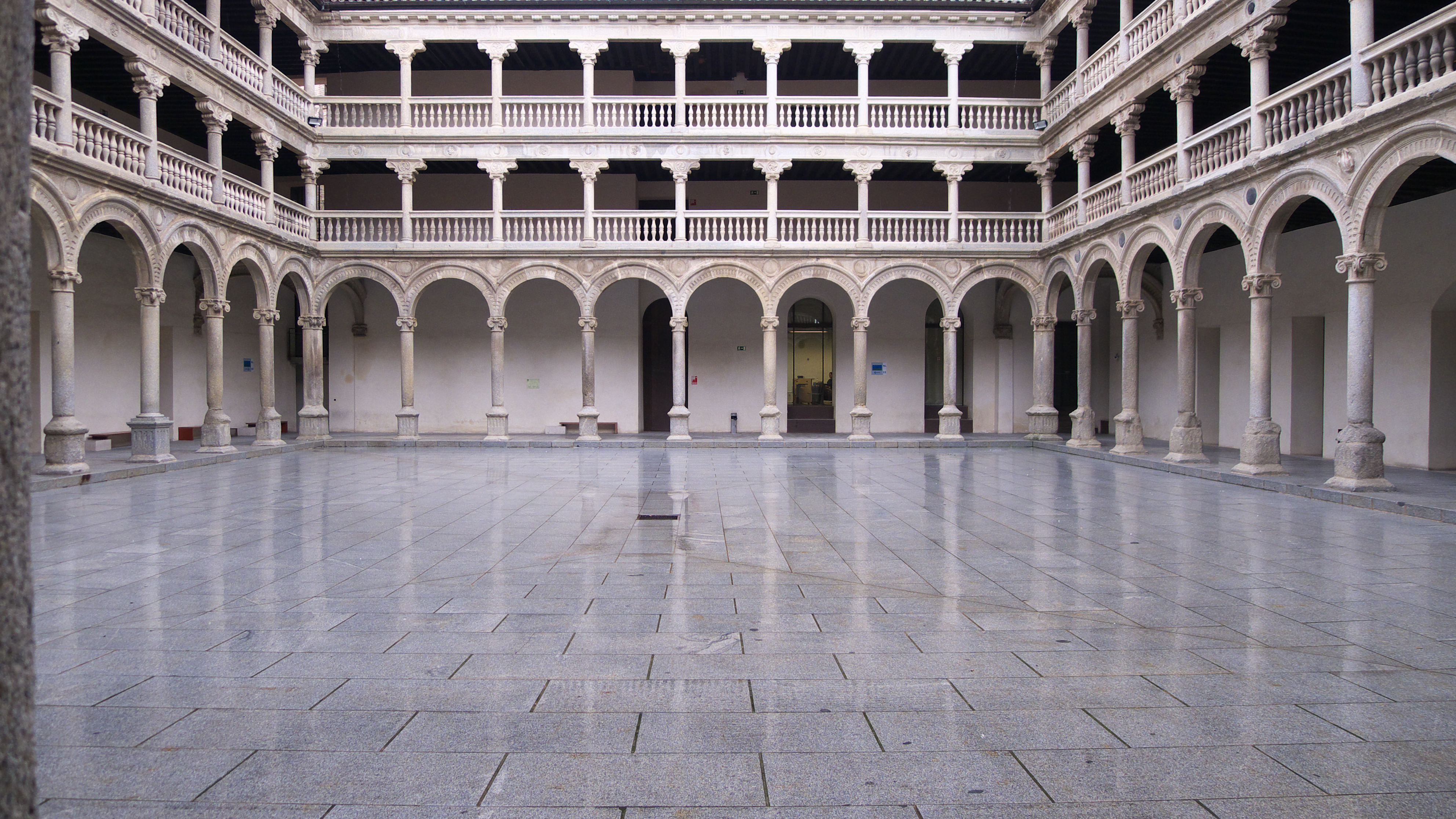
Ancienne partie du couvent "Silencio"

Le monastère San Pedro Mártir à Tolède est un ancien monastère dominicain qui est devenu l'un des monastères les plus riches de la ville à partir de 1407 grâce à des donations et des agrandissements. La Faculté de droit et des sciences sociales de l'Université de Castille-La Manche y est hébergée depuis 1991. 

## Histoire

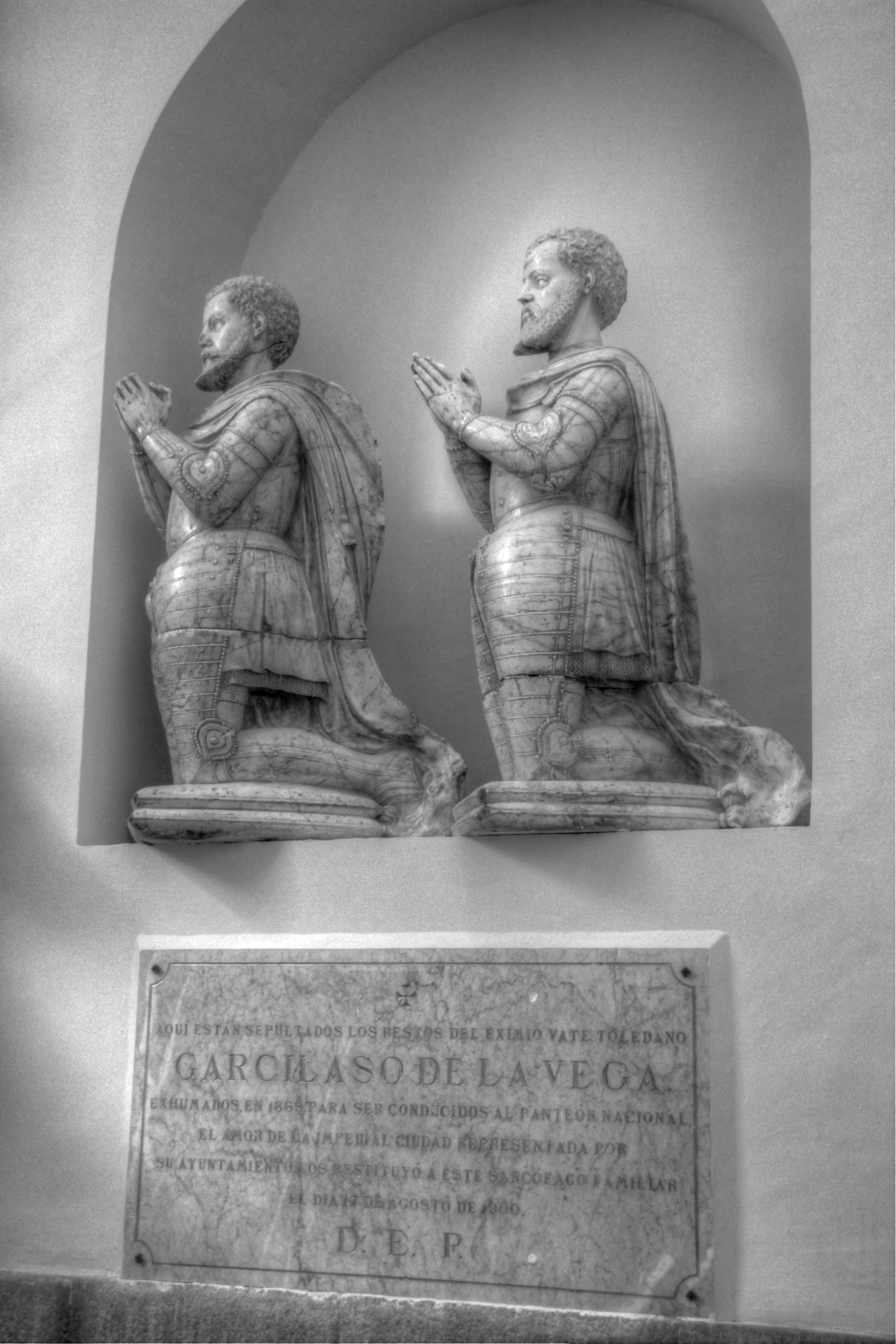
Tombeau du poète Garcilaso de la Vega

Le couvent a été fondé en 1407 par un don de terre de Guiomar de Meneses. Le grand espace est structuré par trois cours, la «Real» à côté de l'entrée, la petite«Silencio»  et la cour «Naranjos» ou «Procesiones» . « Silencio » est la partie la plus ancienne du couvent avec trois étages. La «Real»  beaucoup plus grande a été construite par Covarrubias et ses étudiants à partir de 1541.«Naranjos» a été entièrement repensée au milieu du XVIIIème siècle.
L'église et la sacristie ont été planifiées par Vergara el Mozo en 1587 et commencées en 1605. Le poète Garcilaso de la Vega est enterré ici. La porte extérieure de l'église (Monegro) forme un bel ensemble avec la tour mudéjar voisine de l'église San Román. Le retable majeur est l'œuvre du sculpteur Giraldo de Merlo de 1608 à 1613.